# Bréal-sous-Montfort
Bréal-sous-Montfort (en bretó Breal-Moñforzh, en gal·ló Beréau) és un municipi francès, situat a la regió de Bretanya, al departament d'Ille i Vilaine. L'any 2006 tenia 4.282 habitants. Limita amb els municipis de Saint-Thurial, Goven, Talensac, Le Verger, Chavagne i Mordelles.

## Demografia
| 1962                                       | 1968  | 1975  | 1982  | 1990  | 1999  |
| ------------------------------------------ | ----- | ----- | ----- | ----- | ----- |
| 1.616                                      | 1.771 | 2.518 | 3.117 | 3.399 | 3.825 |
| Des de 1962: població sense dobles comptes |       |       |       |       |       |

## Administració
| Període | Identitat     | Partit        |
| ------- | ------------- | ------------- |
| 2001-   | Joseph Durand | Divers droite |